# Oreopanax oerstedianus
Oreopanax oerstedianus là một loài thực vật có hoa trong Họ Cuồng cuồng. Loài này được Marchal mô tả khoa học đầu tiên năm 1879.